# 龍神総宮社
龍神総宮社（りゅうじんそうぐうしゃ）は、京都府宇治市に総本部を置く宗教団体である。1963年（昭和38年）、辻本源冶郎により結成された。1974年（昭和49年）宗教法人認可。
正式名称は宗教法人庚申会龍神総宮社。

## 概要
1963年（昭和38年）に辻本源冶郎により設立された宗教団体であり、1994年3月11日に代表の辻本源治郎祭主が逝去してからは長男の辻本公俊（よしとし）が祭主代行として代表を勤めている。
本部は京都府宇治市で、他に東京/千葉/新潟にも支部が存在する。
会の目標は、自然の調和をはかり、豊かな人間性を養うこと。

## 教義
太陽神崇拝を基礎とし、（太陽神＝龍神）より示されたとされる「三つの心」「神示五行」を主体に人間の心の復権を目指すことを目的とする。

### 三つの心
- 素直な心
- 感謝の心
- 慈愛の心

### 神示五行
- 一、神は己と共にあることを知り、常に希望を胸に抱き、強く人生の道を歩むこと。
- 一、神に対しての感謝の念を忘れず、何事にも常に礼儀と節度及び信念を持って行うこと。
- 一、慈悲の心を持って善を積み真心を忘れないこと。
- 一、この世に生まれたことに対し感謝すると共に、祖先崇拝の念をもち、いかなる時でも不平不満を持たぬこと。
- 一、国を愛すると共に常にその繁栄と平和を願い、相互相い助け合う心を持つこと。
- 別項・他のいかなる宗教といえども、その教えの原理は皆同じである故、批判してはならない。